# Градски стадион (Њиређхаза)
Градски стадион (Њиређхаза) (мађ. Új Nyíregyháza Városi Stadion) је био вишенаменски стадион у Њиређхази у Мађарској. Користи се углавном за фудбалске утакмице и домаћи је стадион Спартакуса. Овај нови стадион је заменио стари Градски стадион који је сада мањег капацитета али модернији.

## Историја
Дана 26. септембра 2020. године објављено је да планирање новог стадиона може почети. Капацитет новог стадиона биће 8.150. Дана 11. јануара 2021. године, StadiumDB је открио дизајн новог стадиона. У чланку који је објавио „Magyar Narancs”, становници Њиређхазе нису нужно били задовољни изградњом новог стадиона током пандемије Ковид 19.
У мају 2021. године, „Épkar Zrt.” и „Wetland General Kft.” потписали су уговор о добијању дозвола за изградњу стадиона, завршетку пројектовања стадиона и припреми изградње.
У јуну 2021. године такође је објављено да ће Њиређхаза играти своје домаће утакмице на Балмазујварошевом Градском стадиону Изузетак је био када је Ниређхаза угостила Академију Сегедин-Чанад Грошић на 38. дан утакмице у сезони 2022/23. мађарске друге лиге на стадиону Варкерти 27. маја 2023. године. Разлог за овај потез је био тај што је Градски стадион Балмазујварош био један од стадиона који су се користили за УЕФА Европско првенство до 17 година 2023. године.
Рушење старог стадиона почело је 23. августа 2021. године. Главни предузетници били су „Építő- és épületkarbantartó Zrt.” и „NYÍR-WETLAND General Zrt.” Изградњу је финансирала мађарска влада у оквиру Националног програма развоја стадиона. Изградња новог стадиона почела је 11. фебруара 2022. године. Ференц Ковач, градоначелник Њиређхазе, рекао је да ће нови стадион бити стадион УЕФА категорије 2. На церемонији отварања зграде били су присутни и Тинде Сабо, државни секретар за спорт Министарства људских ресурса, и Роланд Сабо. Дана 14. марта 2024. године откривена је унутрашњост стадиона.
Дана 14. маја 2024, објављено је да ће стадион бити завршен за почетак сезоне Прве лиге Мађарске у фудбалу 2024/25. Према „Magyar Építők”, стадиону је недостајао само травњак. Атлатсо је открио да су трошкови порасли за 3 милијарде ХУФ.
Дана 21. августа 2024, објављено је да ће екипа из Њирегихазе моћи да угости Фехервар на новом стадиону. Дана 25. августа 2024, Њиређхаза је угостила Фехервар у 5. колу утакмице прве мађарске лиге за 2024/25. сезону.
Дана 21. септембра 2024. године, на утакмици прве мађарске лиге против ВСЦ Дебрецен постављен је рекорд посећености на којој је било присутно 8.150 гледалаца.

## Цена изградње
Дана 14. маја 2021. године откривено је да ће трошкови изградње бити 14 милијарди форинти.
Првобитни трошкови изградње били су утврђени на 10,32 милијарде форинти како би се изградио стадион УЕФА II категорије са наткривеним трибинама. У јесен 2021. године, победнички понуђач био је „Épkar Zrt” са понудом од 13,7 милијарди форинти. Касније је цена измењена на 19,1 милијарду форинти.

## Утакмице
| Њиређхаза                                                | 3 : 3    | Фехервар                                                             |
| -------------------------------------------------------- | -------- | -------------------------------------------------------------------- |
| Мартон Епел 5’ · Марк Ковачрети 40’ · Слободан Бабић 88’ | Извештај | Нејц Градишар 45’ · Милан Ковач 61’ (а.г.) · Арон Алаксаи 85’ (а.г.) |